# Come Together (canção de Now United)
"Come Together" é uma canção do grupo pop global Now United, lançada em 7 de março de 2020. A canção foi disponibilizada nas plataformas digitais em 13 de março de 2020, uma parceria com a marca de carros Jeep. Conta com os vocais de Sabina, Heyoon, Any, Shivani, Bailey e Noah.

## Videoclipe
O videoclipe foi gravado em Coyote Dry Lake, Califórnia, e lançado em 7 de março de 2020. Este foi o primeiro videoclipe do grupo a conter a integrante Savannah Clarke, 15ª membra. A canção faz parte do Projeto de Protagonismo, sendo a primeira música lançada oficialmente pelo grupo, na voz de Shivani.

## Prêmios e indicações
| Ano  | Prêmio                     | Categoria         | Resultado | Ref.  |
| ---- | -------------------------- | ----------------- | --------- | ----- |
| 2020 | Prêmio Jovem Brasileiro    | Clipe Bombástico  | Indicados | [ 6 ] |
| 2020 | Meus Prêmios Nick          | Hit Internacional | Venceu    | [ 7 ] |
| 2020 | Kids' Choice Awards México | Hit Mundial       | Pendente  | [ 8 ] |

## Históricos de lançamentos
| Região | Data                | Formato                    | Gravadora | Ref   |
| ------ | ------------------- | -------------------------- | --------- | ----- |
| Mundo  | 13 de março de 2020 | download digital streaming | XIX       | [ 9 ] |